# Юзефково (Вомбжезький повіт)
Юзефково (пол. Józefkowo) — село в Польщі, у гміні Плужниця Вомбжезького повіту Куявсько-Поморського воєводства.
Населення — 213 осіб (2011).
У 1975-1998 роках село належало до Торунського воєводства.

## Демографія
Демографічна структура станом на 31 березня 2011 року:
|          | Загалом | Допрацездатний вік | Працездатний вік | Постпрацездатний вік |
| -------- | ------- | ------------------ | ---------------- | -------------------- |
| Чоловіки | 110     | 21                 | 80               | 9                    |
| Жінки    | 103     | 18                 | 65               | 20                   |
| Разом    | 213     | 39                 | 145              | 29                   |